# Аспен Парк (Колорадо)
Аспен Парк (енгл. Aspen Park) насељено је место без административног статуса у америчкој савезној држави Колорадо.

## Демографија
По попису из 2010. године број становника је 882, што је 8 (0,9%) становника више него 2000. године.
| Група             | 2000.       | 2010.       |
| Белци             | 827 (94,6%) | 821 (93,1%) |
| Афроамериканци    | 0 (0,0%)    | 2 (0,2%)    |
| Азијати           | 5 (0,6%)    | 15 (1,7%)   |
| Хиспаноамериканци | 34 (3,9%)   | 27 (3,1%)   |
| Укупно            | 874         | 882         |